# Орр, Джеймс Лоренс
Джеймс Лоренс Орр (англ. James Lawrence Orr; 12 мая 1822 года, Крейтонвилл, Южная Каролина — 5 мая 1873 года, Санкт-Петербург) американский дипломат, политический деятель. Делегат палаты представителей США от Южной Каролины (1849 – 1859), занимал пост 22-го спикера Палаты представителей Соединённых Штатов (1857—1859). В годы Гражданской войны был сенатором в Конгрессе Конфедерации (1862 – 1865). После войны был избран 73-м губернатором Южной Каролины (1865—1868). В 1872—1873 годах являлся послом США в Российской Империи.

## Биография
Орр родился в Крейтонвилле, штат Южная Каролина, расположенном в округе Андерсон. Окончил Вирджинский университет (1841), после чего занялся адвокатской практикой.
С 1849 по 1859 год Орр был конгрессменом-демократом от родного штата, занимал должность спикера палаты с 1857 года до окончания срока полномочий. Орр был защитником прав штатов и использовал свое положение, чтобы помогать сторонникам рабства. Он предвидел последствия решения Южной Каролины выйти из состава Союза, но оставался лояльным своему штату. Он был одним из трех комиссаров, отправленных в Вашингтон, округ Колумбия, чтобы договориться о передаче федеральной собственности в ведение властей Южной Каролины; провал этих переговоров непосредственно привел к обстрелу одного из самых важных федеральных форпостов в штате, Форта-Самтер.
После обстрела Форта Самтер и начала Гражданской войны в США Орр организовал и возглавил 1-й Южнокаролинский винтовочный полк (полк Орра) в Южной Каролине, который мало участвовал в боевых действиях под его командованием. В 1862 году Орр ушёл в отставку и был избран в Конфедеративный сенат, где занимал пост председателя влиятельных комитетов по внешней политике и правилам. Полк продолжал носить его имя на протяжении всей войны и принимал участие в некоторых известных сражениях Северовирджинской армии. В Сенате Конфедерации Орр оставался решительным сторонником прав штатов.
В конце войны Орр был избран губернатором и служил на этом посту с 1865 года до принятия новой конституции штата в 1868 году. В 1872 году президент Улисс С. Грант назначил Орра посланником в России в знак примирения с южанами после Гражданской войны. Орр скончался в Санкт-Петербурге вскоре после прибытия в российскую столицу. Он был похоронен на Первом пресвитерианском церковном кладбище в Андерсоне, штат Южная Каролина .
Посмертный портрет Орра художницы Эстер Эдмондс в настоящее время является частью собрания Капитолия Соединённых Штатов .